# XV. gimnazija u Zagrebu
XV. gimnazija (popularno MIOC) prirodoslovno-matematička je gimnazija smještena na Jordanovcu u Zagrebu.  

## Povijest
Svoje djelovanje započela je 1964. godine da bi se 1977. spojila s tadašnjom VII. gimnazijom i XIV. gimnazijom (»25. maj«). Novonastala zajednica dobiva ime Matematičko-informatički obrazovni centar ili MIOC. Godine 1982. MIOC postaje »MIOC Vladimir Popović«. Početkom devedesetih godina XX. stoljeća školi se vraća staro ime: XV. gimnazija.

## Raspored i program
U sastavu škole nalaze se kinodvorana, knjižnica, sportska dvorana te vanjski sportski tereni za košarku, rukomet, odbojku, mali nogomet i tenis. Nastava se od šk. godine 2008./2009. odvija u jednoj smjeni. 
Postoje tri programa, koji se razlikuju o svojim naglascima na matematiku/informatiku/dodatni jezik. Škola daje poseban naglasak na matematiku, informatiku i fiziku.

#### IB-MIOC
International Baccalaureate (ili IB) manji je dio škole koji nastavu održava po programu International Baccalaureate Organisationa. Cjelokupna je nastava na engleskom jeziku, a diplome su priznate u mnogim zemljama svijeta te tako čine studiranje u inozemstvu lakšim. Oko 200 učenika IB-MIOC-a podijeljeno je u 7 razrednih odjela. Razrede čini oko 25 učenika, nastava je individualnija te sadrži više projekata i grupnih radova. Učenici IB-MIOC-a također mogu birati predmete na zadnje dvije godine, tako da pohađaju samo predmete koji im trebaju za fakultet. 

## Zaklada MIOC Alumni
Godine 2020., u suradnji s gimnazijom, petero nekadašnjih učenika škole osnovalo je Zakladu MIOC Alumni. Zaklada učenicima drugih i trećih razreda gimnazije godišnje dodjeljuje dvije stipendije.

## MIOC Muzej informatike
MIOC Muzej informatike „Goran Burušić” zbirka je starih računala, igraćih konzola, kalkulatora, računalnih komponenti te računalne literature. Predmete je prikupio Goran Burušić, prema kojemu je u čast ovaj muzej preimenovan nakon njegove smrti.

## Izdanja
- Brešić, Biserka: Zagrebačka XV. gimnazija 1964. – 2008., Školska knjiga: Zagreb, 2008., ISBN 9789530612778
- Svedrec, Renata; Antoliš, Sanja (ur.): MIOC za Matku : članci učenika XV. gimnazije objavljeni u Matki (ilustrirali Ninoslav Kunc i Tomislav Kačić), XV. gimnazija: Zagreb, 2020., ISBN 9789538140112

Gimnazija je u razdoblju od 1970. do 1989. godine povremeno izdavala Pro - list omladine XV. gimnazije. Trenutno na stranicama škole postoji Miočki čitomat, virtualni list u kojem se objavljuju književni, publicistički i stručni tekstovi učenika koji trenutno pohađaju XV. gimnaziju.

## Poznati maturanti
- Amar Bukvić, glumac[4]
- Martina Dalić, ekonomistica i političarka[5]
- Luka Grubor, veslač[6]
- Andrej Kramarić, nogometaš[7]
- Niko Kranjčar, nogometaš[8]
- Denis Kuljiš, novinar[9]
- Miran Kurspahić, glumac i kazališni redatelj
- Zdravko Mamić, nogometni menadžer[10]
- Domagoj Novokmet, televizijski novinar, voditelj i scenarist[4]
- Marin Soljačić, fizičar[11]
- Mojmira Pastorčić, novinarka[12]
- Mihael Zmajlović, političar[13]

## Vanjske poveznice
- Stranica škole
- Miočki čitomat
- Miočki tehnički muzej

45°49′09″N 16°00′25″E / 45.819068513723°N 16.0069566965103°E